# Lijst van beelden in Capelle aan den IJssel
Dit is een (onvolledige) chronologische lijst van beelden in Capelle aan den IJssel. Onder een beeld wordt hier verstaan elk driedimensionaal kunstwerk in de openbare ruimte van de Nederlandse gemeente Capelle aan den IJssel, waarbij beeld wordt gebruikt als verzamelbegrip voor sculpturen, standbeelden, installaties, gedenktekens en overige beeldhouwwerken.
Voor een volledig overzicht van de beschikbare afbeeldingen zie: Beelden in Capelle aan den IJssel op Wikimedia Commons.
| Geplaatst   | Omschrijving                                                 | Kunstenaar               | Straat                                                     | Plaats                 | Materiaal                           | Afbeelding |
| ----------- | ------------------------------------------------------------ | ------------------------ | ---------------------------------------------------------- | ---------------------- | ----------------------------------- | ---------- |
| 1940        | Oorlogsmonument                                              | Heleanne van Andel       | Nijverheidsstraat                                          | Capelle aan den IJssel |                                     |            |
| 1964        | Kind, Boom, Vogel                                            | Leen Droppert            | Roerdomplaan                                               | Capelle aan den IJssel | wandplastiek                        |            |
| 1964        | Vrouw met vogel                                              | Leen Droppert            | Roerdomplaan                                               | Capelle aan den IJssel | brons                               |            |
| 1966        | Prometheus                                                   | Leen Droppert            | Rivierweg                                                  | Capelle aan den IJssel | brons                               |            |
| 1967        | De bruggen van Paulus                                        | Frans Cox                | Merellaan                                                  | Capelle aan den IJssel | brons / gres                        |            |
| 1968        | De wonderbare visvangst                                      | Gerard van Remmen        | Roerdomplaan                                               | Capelle aan den IJssel | beton                               |            |
| 1968        | Knielend vrouwtje                                            | Mile Grgas               | Fazantstraat aan singel                                    | Capelle aan den IJssel | natuursteen                         |            |
| 1970        | Jongen met hond                                              | Adri Blok                | Alkenlaan                                                  | Capelle aan den IJssel | brons                               |            |
| 1972        | Groei                                                        | Sonja Meijer             | Alkenlaan                                                  | Capelle aan den IJssel | brons                               |            |
| 1972        | Moedereend met kuiken                                        | Adri Blok                | Roerdomplaan                                               | Capelle aan den IJssel | brons                               |            |
| 1973        | Groeiplastiek                                                | Frans van der Veld       | Lijstersingel                                              | Capelle aan den IJssel | kalkzandsteen                       |            |
| 1973        | Wandplastiek                                                 | Ariane Stam              | Reigerlaan                                                 | Capelle aan den IJssel | brons                               |            |
| 1974 / 1993 | Ontplooiing                                                  |                          | Boutensingel                                               | Capelle aan den IJssel | brons                               |            |
| 1975        | Gestileerde figuur                                           | Willem Borgh             | Plantsoen Merellaan / Fazantstraat                         | Capelle aan den IJssel | kalkzandsteen                       |            |
| 1975        | Ceramische cirkel                                            | Ger van Iersel           | Rogaland                                                   | Capelle aan den IJssel | keramiek / staal                    |            |
| 1975        | Lampionoptocht                                               | Sonja Meijer             | Vondellaan                                                 | Capelle aan den IJssel | keramiek / natuursteen              |            |
| 1976        | Klimobject                                                   | Gerard van Remmen        | Duikerlaan                                                 | Capelle aan den IJssel | hout                                |            |
| 1977        | Monolinear                                                   | Lucien den Arend         | Bongerd                                                    | Capelle aan den IJssel | roestvrij staal / beton             |            |
| 1978        | Drie abstracte figuren                                       | Ariane Stam              | Merellaan                                                  | Capelle aan den IJssel | steen / brons                       |            |
| 1978        | Houten Appel                                                 | Cees Franse en Dora Dolz | Reigerlaan                                                 | Capelle aan den IJssel | hout                                |            |
| 1978        | Groeivorm                                                    | Cees Broehs              | Koggerwaard                                                | Capelle aan den IJssel | beton                               |            |
| 1980        | Landschapskunst                                              | Hans Petri               | Slotlaan                                                   | Capelle aan den IJssel | natuursteen                         |            |
| 1980        | Drie paarden                                                 | Henk van der Plas        | Plantsoen Atolpad                                          | Capelle aan den IJssel | onbekend                            |            |
| 1981        | Vissen uit de aarde                                          | Gust Romijn              | Aleoeten                                                   | Capelle aan den IJssel | beton                               |            |
| 1984        | Dukdalf Willem van Oranje                                    | Ing. J. Nieuwehuis       | Groenendijk                                                | Capelle aan den IJssel | hout                                |            |
| 1987        | Het Vissertje                                                | Truus Coumans            | P. Panderplein                                             | Capelle aan den IJssel | brons                               |            |
| 1987        | Walvis met kind                                              | Blauwboer                | Vijver Hotel "Barbizon" Barbizonlaan                       | Capelle aan den IJssel | beton                               |            |
| 1988        | Stalen wandsculptuur                                         | Leen Droppert            | Berliozstraat                                              | Capelle aan den IJssel | staal                               |            |
| 1988        | Betonnen poortje                                             | Jan van Wijk             | Gong                                                       | Capelle aan den IJssel | beton                               |            |
| 1990        | Vrouw met Koperwiek                                          | Myron b.v.               | Patiotuin Winkelcentrum "De koperwiek"                     | Capelle aan den IJssel | brons                               |            |
| 1994        | Amnesty International                                        | Petri Voet               | Rivierweg / Lijstersingel                                  | Capelle aan den IJssel | beton                               |            |
| 1996        | Communicatie                                                 | Lolke van der Bij        | Bordes gemeentehuis                                        | Capelle aan den IJssel | metaal                              |            |
| 1997        | Boeken                                                       | Andrea van Houten        | Poortje Puccinistraat                                      | Capelle aan den IJssel | keramiek                            |            |
| 1997        | De Violist                                                   | D. Babij                 | Sibeliusweg / Gounodstraat                                 | Capelle aan den IJssel | verf                                |            |
| 1998        | De Harp                                                      | Verhoef b.v.             | Beethovenlaan / Sibeliusweg                                | Capelle aan den IJssel | staal                               |            |
| 1998        | Gitaar                                                       | J. Roodhorst & Zn.       | Brahmstraat / Schonberglaan                                | Capelle aan den IJssel | staal                               |            |
| 1998        | G-sleutel met notenbalk                                      | J. Roodhorst & Zn.       | Monteverdistraat / Schonberglaan                           | Capelle aan den IJssel | staal                               |            |
| 1999        | Trompet                                                      | J. Roodhorst & Zn.       | Sibeliusweg / Schonberglaan                                | Capelle aan den IJssel | staal                               |            |
| 2000        | Stierenkracht                                                | Frans van Straaten       | Rotonde de Terp                                            | Capelle aan den IJssel | brons                               |            |
| 2001        | Muziekstraat                                                 | J. Roodhorst & Zn.       | Gounodstraat / Sibeliusweg                                 | Capelle aan den IJssel | staal                               |            |
| 2001        | Exclamations                                                 | Margot Zanstra           | Hoofdingang IJsselland Ziekenhuis                          | Capelle aan den IJssel | roestvrij staal                     |            |
| 2001        | Zilverkleurige bolvorm                                       | Paul Vendel              | Tsjaikovskistraat                                          | Capelle aan den IJssel | staal                               |            |
| 2004        | De vleugels van de Farao                                     | Peter Gentenaar          | Fasinatio boulevard                                        | Capelle aan den IJssel | steen / brons                       |            |
| 2004        | Gestileerde mensfiguurbeelden                                | Chris Ripken             | Ingang IJsselland Ziekenhuis                               | Capelle aan den IJssel | glasbeton / glas                    |            |
| 2005        | Vlees noch Vis                                               | Henk Korthuys            | Hal gemeentehuis                                           | Capelle aan den IJssel | graniet                             |            |
| 2005        | De Aalscholver                                               | Kees de Jong             | Burgemeester van Dijklaan                                  | Capelle aan den IJssel |                                     |            |
| 2008        | Schaduwbeeld                                                 | Nout Visser              | Vuijkterrein (oever Hollandse IJssel)                      | Capelle aan den IJssel | cortenstaal                         |            |
| 2009        | 6 keramische tegels die het verhaal verbeelden van Pallieter | Bep Fränzel              | Paradijsselpark 135, Pallieterburght (Stichting Pallieter) | Capelle aan den IJssel | keramiek                            |            |
| 2010        | Zonne-wijzer                                                 | Diederik Klomberg        | Solisplein                                                 | Capelle a.d. IJssel    |                                     |            |
| 2010        | Vogel                                                        | Onno Poiesz              | Solislaan                                                  | Capelle a.d. IJssel    |                                     |            |
| 2020        | Borstbeeld Johan van Veen                                    | Fred Hartog              | Dorpsstraat                                                | Capelle a.d. IJssel    | Portugese hardsteen (blue imperial) |            |
| 2023        | Corona-monument , herdenkingsmonument                        | Bart Bordes              | Rinus Terlouwpad                                           | Capelle a.d. IJssel    | IJsselsteentjes                     |            |